# KkStB 1
Die Dampflokomotivreihe kkStB 1 waren Schnellzug-Schlepptenderlokomotiven der k.k. österreichischen Staatsbahnen (kkStB), deren Lokomotiven ursprünglich von verschiedenen verstaatlichten Privatbahnen stammten.

## Geschichte
Die 1.01–08 kamen von der k.k. priv. Kronprinz Rudolf-Bahn, bei der sie die Nummern 57–71 hatten. (Bei der KRB hatten die Personenzuglokomotiven nur ungerade, die Güterzug- und Tenderlokomotiven gerade Nummern.) Die 1.09–13 stammten von der k.k. Staatsbahn Tarvis–Pontafel, auf der die KRB den Betrieb geführt hatte und wo sie 201–209 waren, die 1.14–23 von der KRB/Kaiserin Elisabeth-Bahn/kkStB und die 1.24–28 von der LCJE, bei der sie als Reihe IIIe die Nummern 123–127 besetzten.
Die KRB-Maschinen hatten die Namen GRIMMING, KOPPEN, OFFENSEE, SONNSTEIN, JAINZEN, SARSTEIN, GOSAU und PÖTSCHEN.
Die Tarvis–Pontafeler-Loks hießen VOGELBACH, SCHLITZA, FELLA, LUSCHARI und PREDIL. Von den von der kkStB selbst für die KEB beschafften Maschinen hatte die spätere 1.14 den Namen LINZ", die 1.15 SEEKIRCHEN" und die 1.18 TRAUNSTEIN"; die später gelieferten erhielten keine Namen. Die LCJE-Lokomotiven hießen BURZA, BIEG, PARA, MOC und OGIÉN.
Fast alle Fahrzeuge wurden von der Wiener Neustädter Lokomotivfabrik gefertigt, nur die 1.19–23 wurden von der Lokomotivfabrik Floridsdorf geliefert.

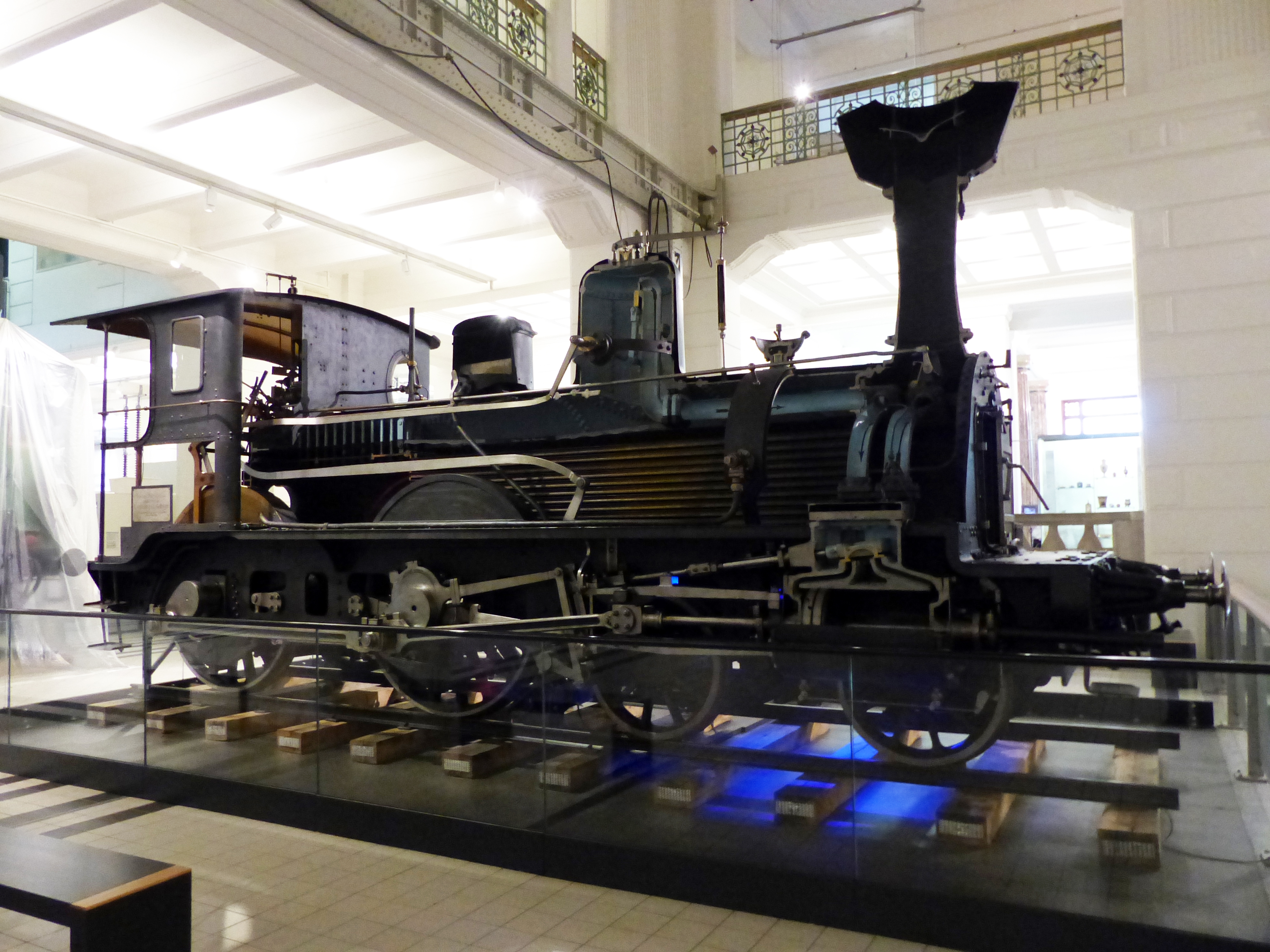
Dampflokomotive kkStB 1.20 im Technischen Museum Wien

Die meisten der 1.01–23 wurden nach Umbau (1893–1906) des Drehgestells und Neubekesselung mit Kesseln der Reihe 4 als Reihe 2 eingeordnet. Im Detail waren das die 1.01–05, 07–13, 15–17 und 19. Die 1.06 und die 1.14 wurden 1911 bzw. 1912 ausgemustert. Zwei Maschinen halfen während des Ersten Weltkriegs auf der Wiener Stadtbahn aus. Die 1.25–18 schieden 1913, 1912, 1917 bzw. 1910 aus dem Bestand der kkStB. Die restlichen (1.18, 20–24) kamen nach dem Ersten Weltkrieg noch zu den BBÖ. Von diesen wurde die 1.18 1924 an die Stieglbrauerei zu Salzburg verkauft, wo sie die Nummer 2 erhielt. Die 1.20 wurde 1926 an das Eisenbahnmuseum übergeben, ist museal erhalten und kann (aufgeschnitten) im Technischen Museum in Wien besichtigt werden. Die 1.24 war eigentlich bei den PKP als Od11-1' vorgesehen, wurde aber 1922 in Linz kassiert. Die restlichen Fahrzeuge musterte die BBÖ 1923 aus.
Die in der Tabelle angegebenen Dimensionen verstehen sich als typische Werte dieser zusammengewürfelten Reihe.